# هذا أنا (ألبوم)
هذا أنا (بالإنجليزية: That's Me)‏ في الأصل «مزرعة كوتشمان»، هي أغنية سجلتها فرقة البوب السويدية آبا في عام 1976. تم إصدارها كأغنية فردية في اليابان في العام التالي (مع «موني، موني، موني» على الجانب B) للترويج لألبوم الفرقة أرايفل، وصلت إلى المركز 75 في المخططات الموسيقية اليابانية. في مكان آخر، تم استخدام أغنية «هذا أنا» باعتبارها الجانب B لأغنيتهم الناجحة «الملكة الراقصة».
الفيديو كليب، تم تصويره أثناء إنتاج البرنامج التلفزيوني آبا-دابا-دوو! عام 1976، الذي تم إنتاجه لترويج الأغنية، وجمع البرنامج بين اللقطات الأصلية، بالإضافة إلى مقاطع ومقتطفات من «مقاطع الفيديو الترويجية» السابقة لفرقة آبا، وأصدر الفيديو كليب بشكل رسمي ولأول مرة بعد سبعة عشر عاماً من تصويره، كجزء من مقاطع الفيديو التجميعية التي صدرت على شكل ألبوم بعنوان «مور آبا غولد» في عام 1993.
تم تسمية ألبوم أغنيتا فالتسكوغ الذي صدر في 1998 على أسم هذه الأغنية، وقالت إنها إحدى أغاني آبا المفضلة لديها.